# Ласен Вулканик (национален парк)
Националният парк Ласен Вулканик (на английски: Lassen Volcanic National Park) е национален парк в САЩ, намиращ се в североизточната част на щата Калифорния. Това е едно от малкото места по света, където могат да се видят четирите вида вулкани. Районът е все още активен с горещи кални локви, фумароли и горещи извори. Според изследвания на вулканолози и геолози последното изригване на вулкана е било между 1630 и 1670 година.

## Климат
Целият парк се намира на сравнително голяма надморска височина, което прави зимите студени и лятото прохладно. Над 2300 метра височина обаче зимите стават много студени и сурови, а валежите в парка са едни от най-големите в Калифорния. Снеговалежите варират от 1100 cm до 1800 cm. На определени места снегът се задържа цяла година.

## Геология
Всички скали, които могат да се видят сега в района на Ласен Вулканик са вулканични, но това не е било винаги така. В продължение на милиони години районът претърпява различни повдигания, които оформят планините, които на свой ред след това биват покрити от морета. Това води до отлагане на тиня и пясък. Процесът започва преди около 70 милиона години и постепенно скалите биват разрушени и измити от оттеглящите се морета. Магмата се издига до повърхността. Вулканичната дейност се активизира преди около 30 милиона години и продължава допреди около 11-12 милиона години. Течната лава покрива огромни райони - щатите Орегон, Вашингтон и части от Айдахо.